# Билли Айлиш: Слегка размытый мир
«Билли Айлиш: Слегка размытый мир» (англ. Billie Eilish: The World's a Little Blurry) — американский документальный фильм режиссёра Ар Джея Катлера о певице Билли Айлиш. Фильм раскрывает закулисный процесс создания дебютного студийного альбома Айлиш When We All Fall Asleep, Where Do We Go?. Название фильма отсылает к тексту песни «Ilomilo». Фильм был выпущен 26 февраля 2021 года на Apple TV+ и в некоторых кинотеатрах через Neon.
Фильм получил высокую оценку поклонников и критиков.

## Анонс
Фильм был официально анонсирован через профили Айлиш в социальных сетях 28 сентября 2020 года, но развил шумиху и внимание в конце 2019 года, особенно после того, как она обсудила это в нескольких интервью в начале 2020 года.

## Производство
Запись фильма началась в 2018 году и была завершена в начале 2020 года. По данным The Hollywood Reporter в декабре 2019 года, фильм стоил 25 миллионов долларов, прежде чем был куплен Apple TV+, и был разработан с бюджетом от 1 до 2 миллионов долларов.

## Критика
На сайте Rotten Tomatoes фильм имеет 97 % «свежести» со средней оценкой в 7,4/10 на основе 60 отзывов. На сайте Metacritic фильм получил «в целом благоприятные отзывы» со средним баллом 72/100, на основе 18 отзывов критиков.